# 天主教佛薩諾教區
天主教佛薩諾教區（拉丁語：Dioecesis Fossanensis）是天主教會在義大利的一個教區。屬都靈總教區。

## 歷史
教區成立於1592年4月15日。根據1801年教務專約撤銷，1817年7月17日恢復。1999年2月1日起與庫內奧教區由同一主教牧養。

## 現況
位於庫內奧省中部，2006年有教友39,400人，佔轄區總人口98.3%。教區下轄三十三個堂區，有五十五名司鐸。現任教區主教為若瑟·卡瓦勞托。